# Viện Đại biểu nhân dân Ethiopia
Viện Đại biểu nhân dân Ethiopia là hạ viện của Quốc hội Liên bang Ethiopia, gồm 547 đại biểu được bầu từ các khu vực bầu cử một thành viên theo hệ thống đầu phiếu đa số tương đối. Nhiệm kỳ của Viện Đại biểu nhân dân là năm năm. Chủ tịch Viện Đại biểu nhân dân chủ trì các phiên họp của Viện Đại biểu nhân dân. Hiện tại, Viện Đại biểu nhân dân đang khuyết 122 đại biểu.